# 纽伦堡地区县
纽伦堡地区县（德語：Landkreis Nürnberger Land）是德国巴伐利亚州的一个县，隶属于中弗兰肯行政区，首府佩格尼茨河畔劳夫。

## 華語譯名
由於兩岸對於德國行政區「Landkreis」翻譯的不同，台灣譯為「紐倫堡地區郡」；中國大陸譯為「纽伦堡地区县」。

## 地理
纽伦堡地区县北面与福希海姆县和拜罗伊特县，东面与安贝格-苏尔茨巴赫县，南面与诺伊马克特县，西面与罗特县、埃朗根-赫希施塔特县和纽伦堡市相邻。